# Szőlősi csata
A szőlősi csata (szerbül Селешка битка / Seleška bitka) az 1526-38-as magyar belháború során vívott első nagyobb ütközet, a mai Csigérszőllős mellett zajlott le Cserni Jován és Perényi Péter erdélyi vajda csapatai között. Jován súlyos vereséget mért az erdélyiekre és szerbjei egyre nagyobb területeket prédáltak fel. Lázadása ellenben nem tartott sokáig, mert sikerei széles körű összefogásra serkentették a magyar lakosságot és nemeseket.

## Előzmények
A királlyá választott Szapolyai János erdélyi vajda a déli határ védelmére nagyszámú szerbet telepített le Bács vármegyében, mert a rácok katonai erejét elég jónak ítélte a török ellen. Vezetőjükül egykori szolgáját, állítólag fejedelmi családból származó Cserni Jovánt tette. Ennek a telepítésnek a nemesség azonban ellene szegült és fegyveres harcot kezdeményezett ellenük. Emiatt a rácok nyílt fölkelésbe kezdtek és irgalmatlanul égetni, s rabolni kezdték a vidéket. A lakossággal különféleképp kegyetlenkedtek, ezért a nemesek a parasztokkal közösen fogtak fegyvert Jován ellen.
Jován magát cárnak kiáltotta ki és Szabadkán rendezkedett be. Itt fogadta Habsburg Ferdinánd küldöttét, Révay Ferencet, aki ajándékokkal bírta arra, hogy az osztrákok mellé álljon.

## A csata
Szapolyai az általa vajdának megtett Perényit küldte Jován ellen. A vajda serege (mely Lippánál és Gyulánál gyülekezett) erdélyi és szász egységekből (kétezer gyalogos, tízezer lovas), valamint nagyszámú nemesi- és parasztfelkelőből állt, akik a Tisza vidékéről gyűltek össze és szenvedtek a szerbektől. Jován és alvezérének Cselnik Radoszlávnak a csapata nagyjából tizenötezer fő lehetett, de viszonylag képzett katonák lévén a gyengén felszerelt és szervezetlen parasztok nem jelentettek számukra különösebb gondot. Perényi egységeivel szemben így bizonyos számbeli fölényt tanúsított.
Még mielőtt a vajda serege felfejlődött volna teljes alakzatba, Jován rögvest nekivetette magát a gyalogságnak és irgalmatlanul lekaszabolta őket. Ezután a vajda lovasságára is rátámadt, aki a támadás erejétől megfutamodott és visszamenekült Erdélybe.
A vajda gyalogosai közül alig ötvenen élték túl a csatát a többieket mind megölték.

## A következmények
Jován rabló hadai röviddel ezután Dél-Erdélyt égették. Hátszegen nagyon sok románt gyilkoltak le, annak ellenére, hogy ők is ortodox felekezetűek voltak, akárcsak a szerbek. A rácok egészen Szászsebesig hatolva nagy zsákmányt ejtettek.
Perényi Péter és Czibak Imre július vége felé leverték Sződfalvánál Jovánt, aki halálosan megsebesült. A rácok jó része a vereség után a Török Birodalomba menekült el.